# Dyckia distachya
Dyckia distachya är en gräsväxtart som beskrevs av Emil Hassler. Dyckia distachya ingår i släktet Dyckia och familjen Bromeliaceae. Inga underarter finns listade i Catalogue of Life.

## Bildgalleri

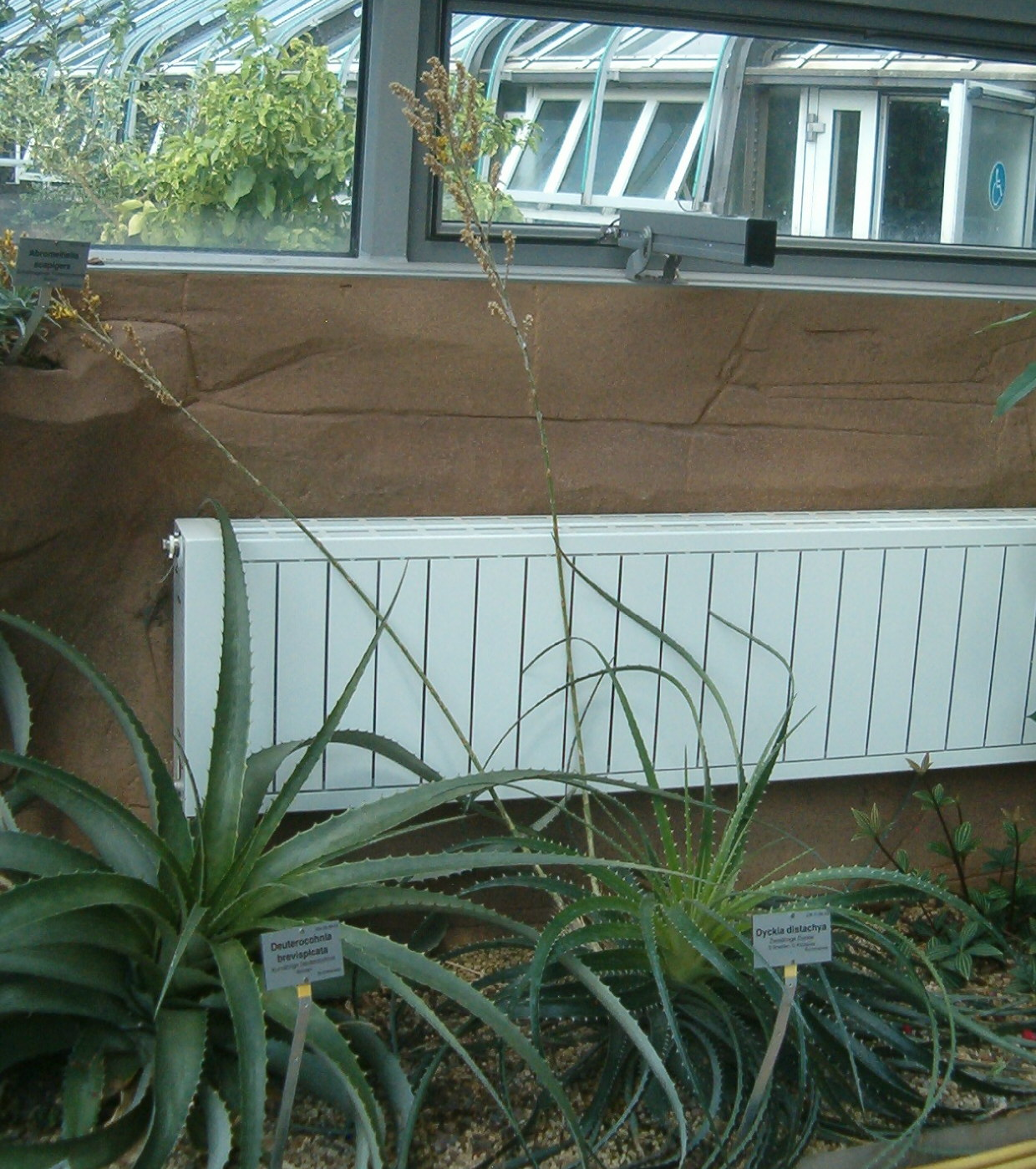
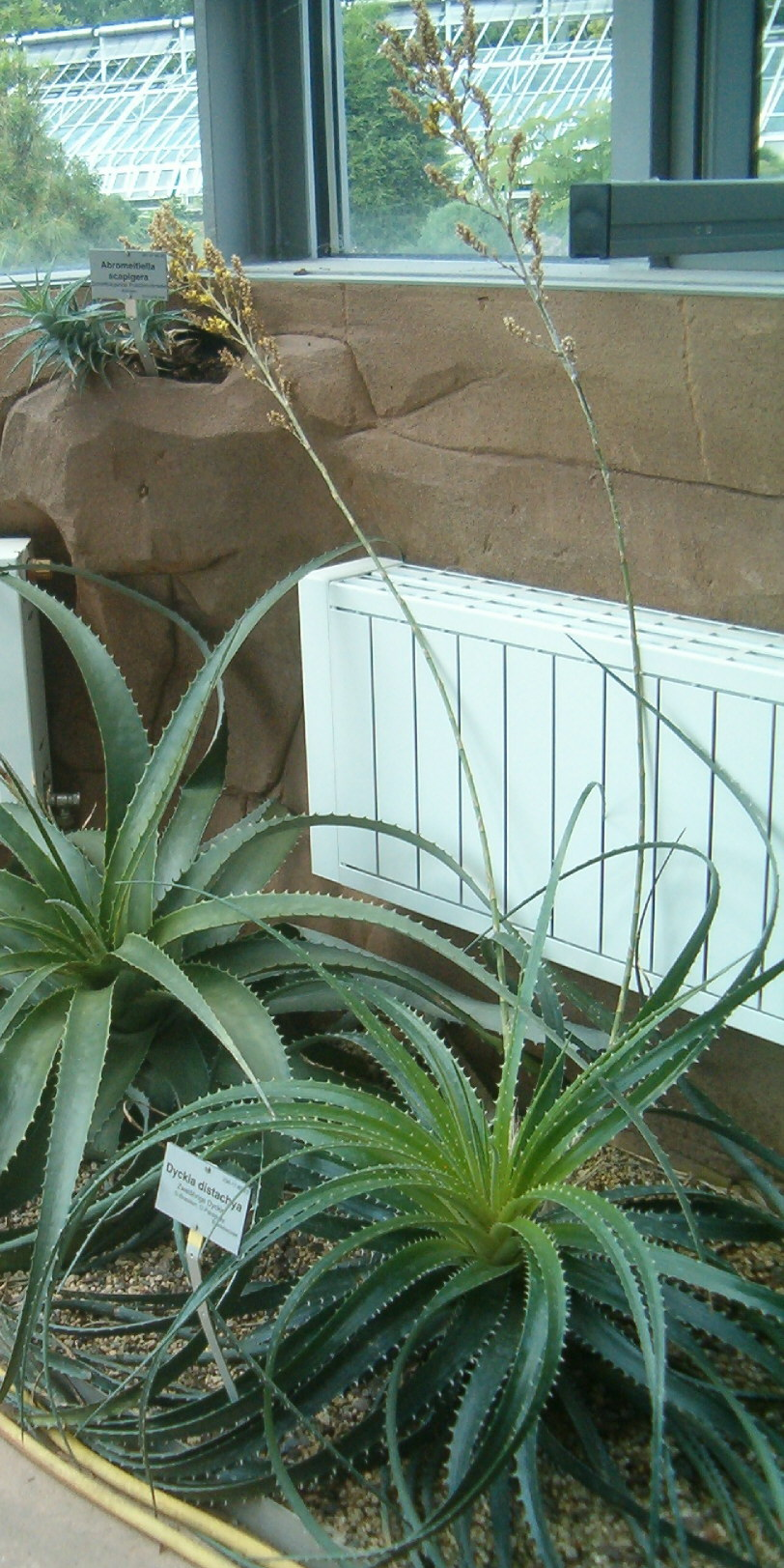
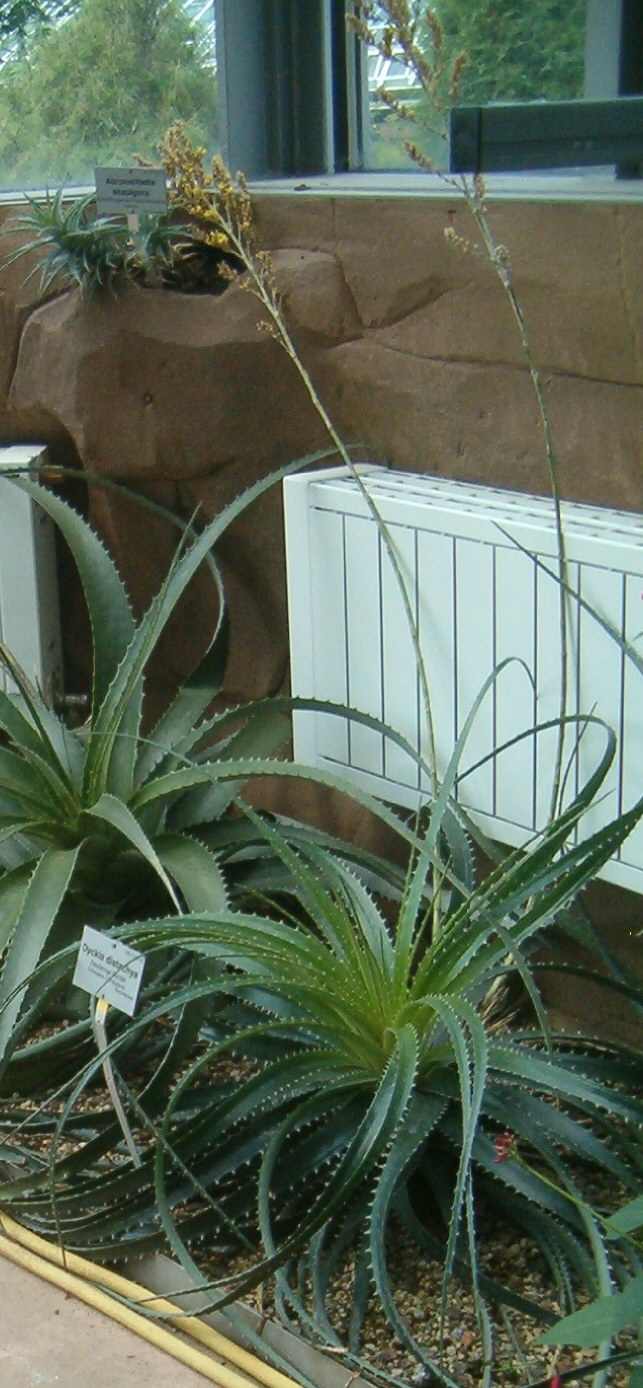
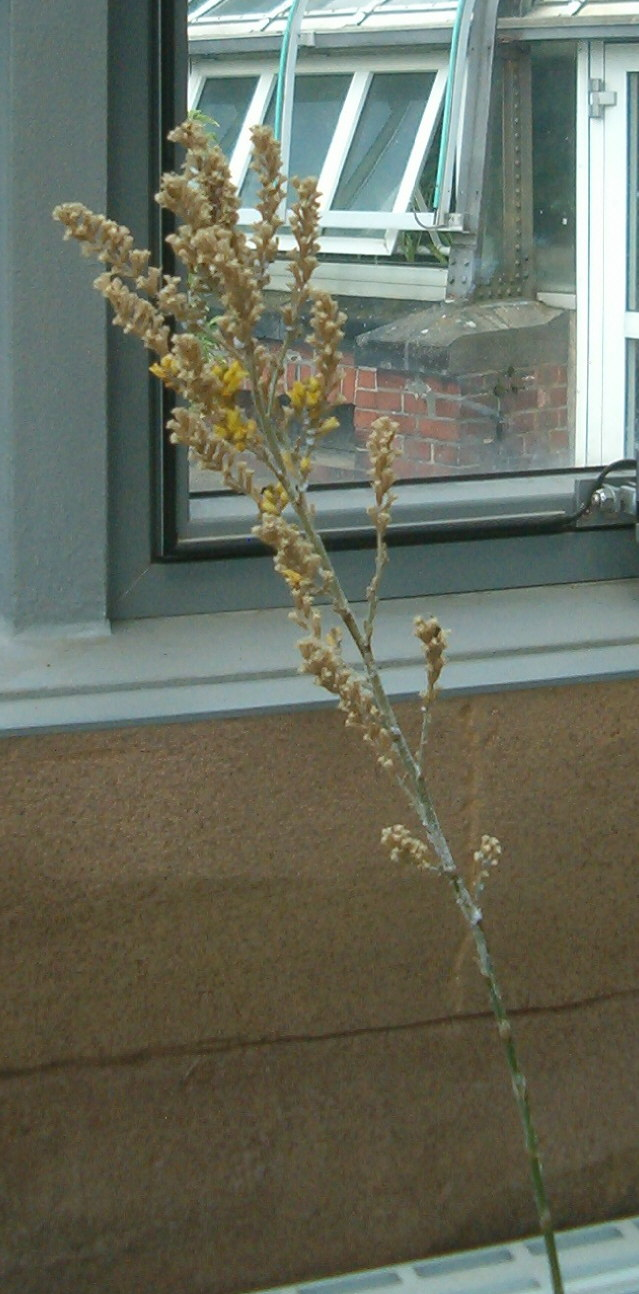